# Sedlec (okres Třebíč)
Obec Sedlec (německy Sedletz, starší názvy Sedlcz, Sedletz, Sedlizt) se nachází v okrese Třebíč v Kraji Vysočina. Žije zde 246 obyvatel. V bezprostřední blízkosti obce se nachází vojenské letiště Náměšť nad Oslavou. Vesnice leží na rovině mezi Oslavkou a Jihlavkou, nachází se asi 5 km jihozápadně od Náměště nad Oslavou, vesnicí prochází silnice mezi Vícenicemi u Náměště nad Oslavou a Mohelnem.
Sousedními obcemi sídla jsou Popůvky, Vícenice u Náměště nad Oslavou, Hartvíkovice, Březník, Kladeruby nad Oslavou a Náměšť nad Oslavou.

## Geografie
Ze severu na jih přes území obce prochází silnice z Vícenic u Náměště nad Oslavou do Kramolína, podél jižní hranice území obce prochází ze západu na východ silnice z Popůvek do Kladerub nad Oslavou, přes západní okraj území obce prochází užitková silnice do Hartvíkovic s alejí k Babí hoře. Severně od zastavěného území obce prochází užitková silnice k areálu JZD a na východ od zastavěného území obce vede užitková silnice k hájence nad řekou Oslavou. Z železniční trati Jihlava–Brno vychází směrem na jih vlečka do areálu míchárny hnojiv na severním okraji území obce a dále pak na vojenské letiště Náměšť nad Oslavou, které z větší části leží na území obce Sedlec. Nad údolím řeky Oslavy na východním okraji území obce prochází zelená turistická stezka. V jižní části území obce se nachází velká část letiště Náměšť nad Oslavou.
Severní část území je využívána zemědělsky, jižní část je využívána jako letištní plocha, na západě v okolí Babí hory je menší les, východní část území obce nad řekou Oslavou je zalesněna výrazně, její část je součástí NPR Divoká Oslava. Drobnější les je i na severním okraji zastavěného území obce u kaskády rybníků na potoku Hučák. Na západním okraji zastavěného území obce se nachází areál JZD, na severním okraji území obce se nachází průmyslová míchárna hnojiv společnosti ADW, těsně za severní hranicí území obce se nachází vojenská kasárna.
U vjezdu do letiště pramení Zňátecký potok, ten pak teče dál severně, protéká přes ČOV, stáčí se na východ a následně se do něj vlévá nepojmenovaný potok, pak pokračuje prudkým hlubokým údolím dále a u hájenky u Vlasáka ústí do Oslavy. Na východním okraji zastavěného území obce pramení potok Hučák, ten pak protéká přes Horní rybník, Dolní rybník a další dva nepojmenované rybníky, pak protéká hlubokým údolím a těsně nad vodopády na Sedleckém potoce do něj ústí potok, který vytéká z prameniště u hájenky nad Oslavou, posléze již brzy ústí do Oslavy. Na jihovýchodním okraji území obce pramení potok Cihelna, ten pak teče na východ a na hranici území obce ústí do potoka Kotlík. Potok Kotlík pramení asi 600 metrů jižně od území obce u Sedleckého Dvora, posléze do něj vtéká potok Bližná a Kotlík dále pokračuje na sever a tvoří část východní hranice území obce, nad ústím do Oslavy tvoří vodopády na Kotlíku a pak ústí do Oslavy. Oslava pak tvoří většinu východní hranice území obce a pak se po asi 20 km vlévá u Ivančic do Jihlavy.
Valná většina území obce leží na rovině, nadmořská výška se na horní části území obce pohybuje kolem 450–470 metrů nad mořem, východní okraj území obce je však tvořen hlubokým údolím řeky Oslavy, to je i chráněno jako národní přírodní památka Divoká Oslava. Prudký svah údolí se pohybuje v nadmořské výšce od 325 do 425 metrů nad mořem, na mnoha místech je svah tvořen i prudkými a výraznými skalami, např. skálou Jinošovnice.
Zastavěné území obce se nachází téměř uprostřed území obce, z jihu k němu však přiléhá areál letiště, který je z velké části také zastavěný. Na severním okraji území obce se nachází míchárna hnojiv, na západním okraji území obce se nachází samota U Šildů a východně od zastavěného území obce se nachází hájenka. Nad řekou Oslavou se nachází zřícenina Sedleckého hradu.
Východní část území nad řekou Oslavou je chráněna jako národní přírodní rezervace Divoká Oslava, nad řekou se také nachází památný strom Dub u Glorietu. Nad Oslavou se také nachází zřícenina Sedleckého hradu, vyhlídka u Glorietu a Gloriet. Na potoku Kotlík se nachází vodopády, stejně tak i na potoce Cihelna nebo na severním okraji území obce na potoku Hučák, kde se také nachází tzv. Čertův most.

## Historie
Obec byla nazvána snad podle slova sedlec (menší sídlo). Území obce mohlo být osídleno již v období mladého neolitu, pod sedleckým hradem byly nalezeny úlomky keramiky z doby moravské malované keramiky, pozdější nálezy z laténského období.
První písemná zmínka o obci pochází z roku 1101, kdy byla obec mezi statky v roce 1197 darovanými klášteru v Třebíči, donátorem byl kníže Spytihněv. V roce 1304 byla vesnice vypáleny Kumány a kolem roku 1370 byl nedaleko vesnice postaven Sedlecký hrad, který sloužil jako obranná pevnost proti Lamberku, sedlecký hrad pak kolem roku 1440 po nařízení bourání hradů zanikl. Kolem roku 1378 vládl v Sedlci Michek ze Sedlce a v letech 1436–1465 byl majitelem vesnice Zikmund Prvák ze Sedlce. V roce 1465 opat kláštera zastavil Sedlec Peškovi a Jakubovi z Lirtbachu, ale roku 1468 byl třebíčský klášter dobyt a Matyáš prodal Sedlec, Hartvíkovice, Vojkovice, Sokolnice a Telnici Černohorským z Boskovic. Až v roce 1491 pak odkoupil Sedlec Vilém z Pernštejna a vesnice se stala opět součástí třebíčského panství, roku 1556 pak Vratislav z Pernštejna prodal Sedlec a několik dalších vesnic v okolí Oldřichovi z Lomnice, po něm pak majetek zdědil Jan starší ze Žerotína a pak Karel starší ze Žerotína. Karel starší ze Žerotína byl po bitvě na Bílé hoře nucen zbavit se majetků a prodal náměšťské panství Albrechtovi Václavovi z Valdštejna. Albrecht pak prodal panství Janovi Křiteli Verdovi z Verdenbergu a po něm je pak zdědil Václav Adrian z Enkevoirtu. V roce 1743 pak získali panství Kufštejnové a ti pak prodali panství Bedřichovi Vilémovi z Haugwitz a Biskupic. Haugwitzové v roce 1830 nechali nedaleko vesnice postavit Gloriet.
V roce 1828 byla ve vsi založena škola, která se však stala plně samostatnou až v roce 1855, v roce 1887 byla rozšířena na dvojtřídku. Školní budova byla přestavěna v letech 1858 a 1889. V roce 1889 byla ke školní budově přistavěna kaplička a v roce 1910 byla postavena nová trojtřídní budova. V první světové válce zahynulo celkem 21 občanů Sedlce. V roce 1903 byla založena Národní Jednota, v roce 1911 hospodářská besídky a v roce 1924 znovu Národní Jednota a Omladina.
V roce 1922 byla v obci založena obecní knihovna a roku 1926 přiveden do obce rozhlas, roku 1928 pak byla vesnice elektrifikována. V roce 1929 byl založen sbor dobrovolných hasičů. Po skončení druhé světové války byl roku 1947 do vsi zaveden telefon a o rok později byl rozveden obecní rozhlas. V roce 1956 bylo založeno JZD a také zahájena výstavba vojenského letiště, to bylo dokončeno v roce 1959. Roku 1973 byla obec kanalizována a také bylo sloučeno JZD s JZD v Hartvíkovicích a v roce 1975 také s JZD ve Studenci.
V roce 1993 byla započata výstavba čistírny odpadních vod, ta byla dokončena v roce 1995. V letech 1998–2000 byla obec plynofikována a mezi lety 2003 a 2004 byl v obci rozveden vodovod. Historický kámen v lese nedaleko Sedlce byl na konci roku 2018 poškozen.
Do roku 1849 patřil Sedlec do náměšťského panství, od roku 1850 patřil do okresu Moravský Krumlov, pak od roku 1868 do okresu Třebíč, pak v letech 1949 a 1960 do okresu Velká Bíteš a od roku 1960 do okresu Třebíč. Mezi lety 1980 a 1990 patřil Sedlec pod Náměšť nad Oslavou, následně se obec osamostatnila. Mezi lety 1850 a 1910 byla součástí obce i vesnice Popůvky.
| Rok            | 1869 | 1880 | 1890 | 1900 | 1910 | 1921 | 1930 | 1950 | 1961 | 1970 | 1980 | 1991 | 2001 |
| Počet obyvatel | 439  | 456  | 468  | 461  | 446  | 472  | 471  | 385  | 399  | 365  | 321  | 289  | 263  |

## Pamětihodnosti
- Gloriet, hrádek nedaleko, postaven v roce 1830[14]
- Zřícenina sedleckého hradu, postaveného ve 14. století[4][14]
- Památník obětem první světové války
- Kříž
- Pamětní deska na škole
- Lovecký zámeček Vlčí kopec[14]
- hraběcí studánka nedaleko zámku Vlčí kopec[14]
- vodopády nedaleko zámku Vlčí kopec[14]
- Tři kříže u sedleckého hradu, rekonstruovány v roce 2003[14]
- Čertův most přes přítok Oslavy, potok Hučák, postaven kolem roku 1830[14]

## Politika

### Volby do Poslanecké sněmovny
|       | 2006                | 2010                | 2013                | 2017                | 2021                |
| ----- | ------------------- | ------------------- | ------------------- | ------------------- | ------------------- |
| 1.    | ČSSD (37,74 %)      | ČSSD (29,62 %)      | KSČM (22,13 %)      | ANO (23,25 %)       | ANO (27,94 %)       |
| 2.    | KSČM (20,52 %)      | KSČM (26,66 %)      | ČSSD (19,84 %)      | SPD (18,6 %)        | SPOLU (22,79 %)     |
| 3.    | KDU-ČSL (17,88 %)   | ODS (11,85 %)       | KDU-ČSL (17,55 %)   | KSČM (15,5 %)       | SPD (13,97 %)       |
| účast | 75,12 % (151 z 201) | 64,45 % (136 z 211) | 62,09 % (131 z 211) | 62,62 % (129 z 206) | 66,03 % (138 z 209) |

### Volby do krajského zastupitelstva
|      | 1.                 | 2.                    | 3.                       | účast              |
| ---- | ------------------ | --------------------- | ------------------------ | ------------------ |
| 2000 | 4KOALICE (27,84 %) | KSČM (24,05 %)        | SV (21,51 %)             | 39,91 % (81 z 203) |
| 2004 | KSČM (30,88 %)     | ČSSD (23,52 %)        | KDU-ČSL (20,58 %)        | 34 % (68 z 200)    |
| 2008 | ČSSD (44,7 %)      | KSČM (22,35 %)        | ODS (12,94 %)            | 44,06 % (87 z 202) |
| 2012 | KSČM (29,41 %)     | ČSSD (16,47 %)        | KDU-ČSL (15,29 %)        | 42,72 % (87 z 206) |
| 2016 | ČSSD (20,54 %)     | KDU-ČSL (16,43 %)     | ANO 2011 (16,43 %)       | 35,78 % (73 z 204) |
| 2020 | Piráti (20,83 %)   | ANO (20,83 %)         | KDU-ČSL (15,27 %)        | 34,95 % (72 z 206) |
| 2024 | ANO (31,57 %)      | STAN+SNK ED (21,05 %) | ODS+TOP 09+STO (15,78 %) | 30,15 % (59 z 199) |

### Prezidentské volby
V prvním kole prezidentských voleb v roce 2013 první místo obsadil Miloš Zeman (42 hlasů), druhé místo obsadil Jiří Dienstbier (27 hlasů) a třetí místo obsadil Jan Fischer (20 hlasů). Volební účast byla 66,99 %, tj. 139 ze 209 oprávněných voličů. V druhém kole prezidentských voleb v roce 2013 první místo obsadil Miloš Zeman (113 hlasů) a druhé místo obsadil Karel Schwarzenberg (36 hlasů). Volební účast byla 71,09 %, tj. 150 ze 211 oprávněných voličů.
V prvním kole prezidentských voleb v roce 2018 první místo obsadil Miloš Zeman (65 hlasů), druhé místo obsadil Marek Hilšer (18 hlasů) a třetí místo obsadil Pavel Fischer (17 hlasů). Volební účast byla 65,37 %, tj. 134 ze 205 oprávněných voličů. V druhém kole prezidentských voleb v roce 2018 první místo obsadil Miloš Zeman (95 hlasů) a druhé místo obsadil Jiří Drahoš (56 hlasů). Volební účast byla 74,51 %, tj. 152 ze 204 oprávněných voličů.
V prvním kole prezidentských voleb v roce 2023 první místo obsadil Andrej Babiš (49 hlasů), druhé místo obsadil Petr Pavel (45 hlasů) a třetí místo obsadil Pavel Fischer (15 hlasů). Volební účast byla 68,50 %, tj. 137 ze 200 oprávněných voličů. V druhém kole prezidentských voleb v roce 2023 první místo obsadil Petr Pavel (91 hlasů) a druhé místo obsadil Andrej Babiš (71 hlasů). Volební účast byla 79,41 %, tj. 162 ze 204 oprávněných voličů.

## Osobnosti
- Alois Michálek (1908–1989), duchovní